# Sycopsis
Sycopsis là một chi thực vật có hoa trong họ Hamamelidaceae. Chi này có nguồn gốc từ miền trung nam Trung Quốc và Đài Loan.